# Octavius Catto
Octavius Valentine Catto, född 22 februari 1839 i Charleston i South Carolina, död 10 oktober 1871 i Philadelphia i Pennsylvania, var en amerikansk pedagog och aktivist för mänskliga rättigheter i Philadelphia. 
Octavius Catto föddes som son till Sarah Isabella Cain och prästen William T. Catto, som fri person i en sydstat, men växte upp i Philadelphia.
Han studerade från 1853 på Allentown Academy i Allentown i New Jersey och från 1854 på Institute for Colored Youth i Philadelphia, som drevs av kväkarna.
Han blev en framgångsrik idrottsman inom cricket och baseball i Philadelphia. Han blev lärare och rektor för Institute for Colored Youth. 
Under amerikanska inbördeskriget organiserade han värvning av svarta soldater på nordstatssidan. Han utnämndes till major, men deltog inte i strid. Hans arbete för lika rättigheter kröntes i mars 1869, när Pennsylvania röstade för att ratificera det femtonde tillägget till USA:s konstitution, vilket förbjöd diskriminering beträffande röstning (för män).
Han mördades en valdag på väg till en röstlokal av en vit anhängare av demokratiska partiet, vilket motsatte sig rösträtt för svarta.

## Minnesmärke i Philadelphia
En insamling för ett minnesmärke påbörjades i juni 2006. Bronsstatyn A Quest for Parity, skapad av Branly Cadet, invigdes i september 2017 utanför Philadelphia City Hall.